# Barajas (Madrid)
Pour les articles homonymes, voir Barajas.
Barajas est un des vingt-et-un districts de la ville de Madrid. D'une superficie de 4 266,59 hectares, il accueille 45 586 habitants. 

## Géographie
Le district est divisé en cinq quartiers (barrios) :
- Alameda de Osuna
- Aeropuerto
- Casco Histórico de Barajas
- Timón
- Corralejos